# Welsh Corgi
Cet article court présente un sujet plus développé dans plusieurs articles dérivés.
Pour les articles homonymes, voir Welsh et Corgi.
L'expression « Welsh Corgi » peut faire référence à deux races galloises (en) de chiens de berger :
- le Welsh Corgi Cardigan ;
- le Welsh Corgi Pembroke.

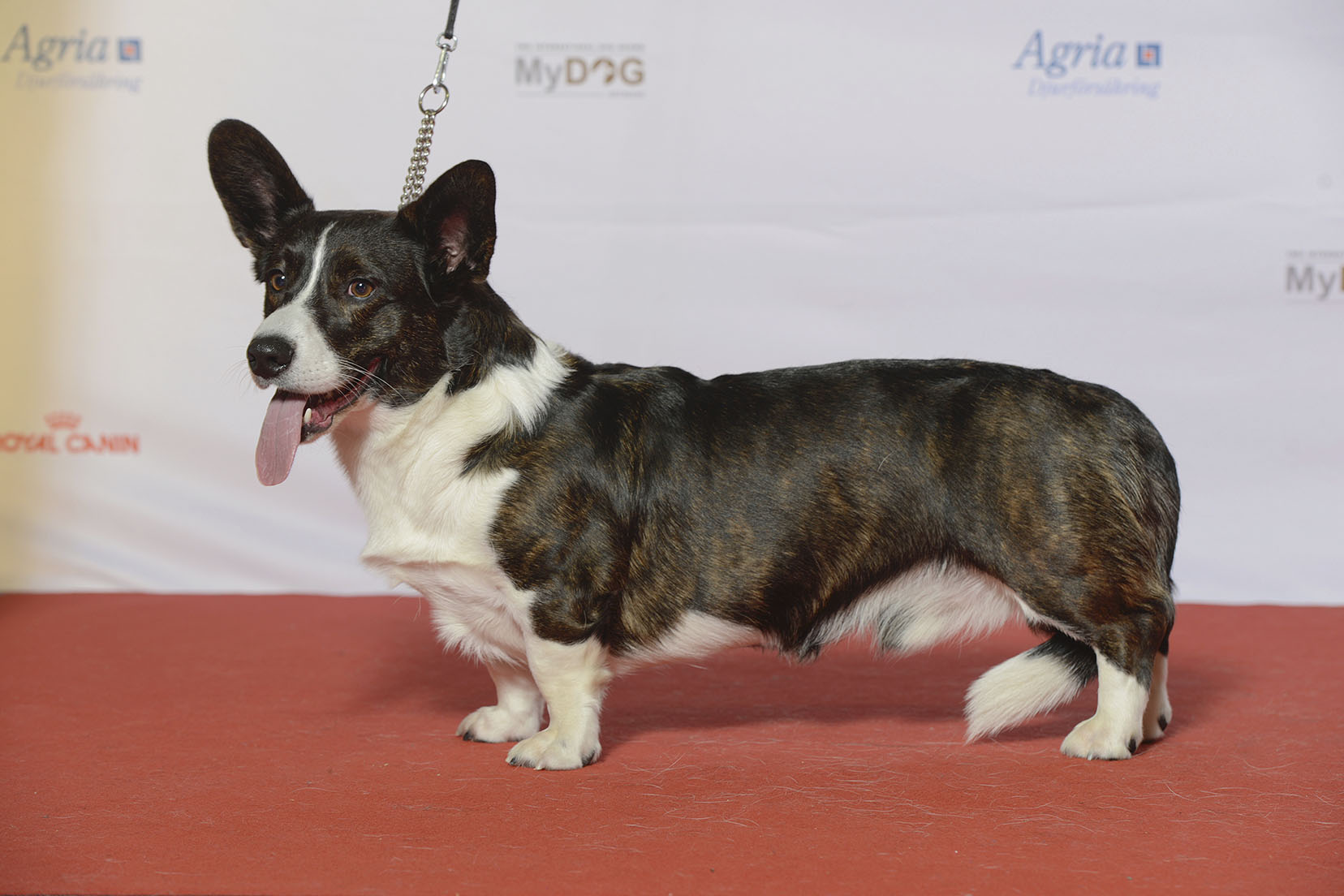
Welsh Corgi Cardigan
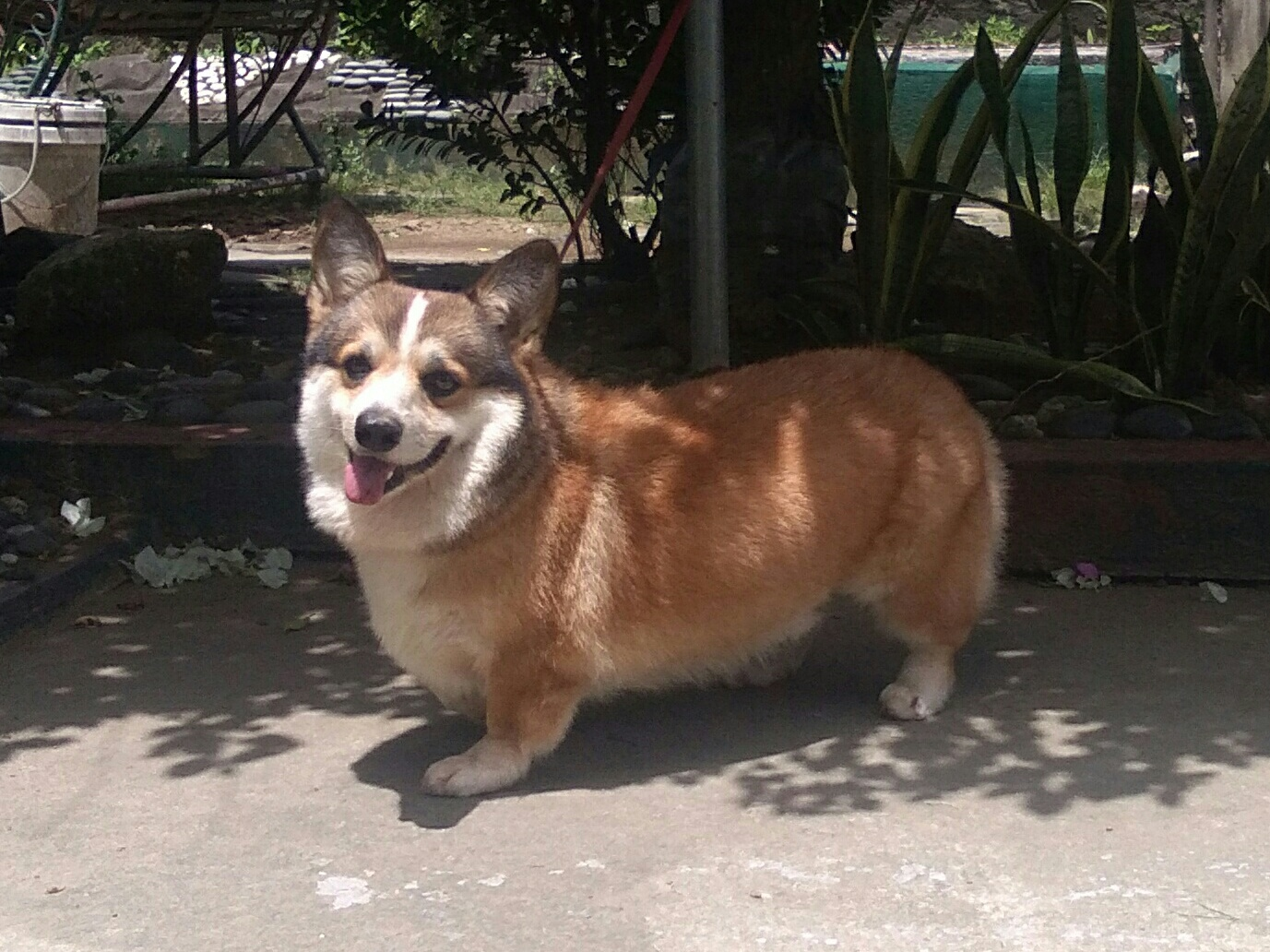
Welsh Corgi Pembroke

Le turnspit dog (signifiant « chien tournebroche ») est une race disparue s'apparentant aux Welsh Corgi actuels.